# Château du Terral
Le château du Terral est un château situé sur le territoire de la commune d'Ouveillan dans le département de l'Aude, à environ 2 km au nord-est du chef-lieu.

## Historique
Aux XIIe et XIIIe siècles, ce territoire était le siège d'une grange dépendant de l'abbaye de Fontfroide, comme la grange voisine de Fontcalvy sur la commune d'Ouveillan.
Le château du Terral a été édifié entre 1889 et 1909, suivant les plans des architectes Louis Garros et son fils Alexandre. L'architecture s'inspire du XVIIe siècle pour les extérieurs, et du XVIIIe siècle en ce qui concerne les intérieurs.
L'ensemble se compose d'un corps central jouxté de deux pavillons. Sur les façades se trouvent des chaînages à refends, de larmiers sur consoles, ainsi que des balcons à balustres de pierre.
À l'intérieur, l'agencement d'origine a été maintenu. Au sud, donnant sur la route de Capestang, se trouvent une terrasse et des escaliers qui descendent vers un plan d'eau par devant le château.
Achevée en 1909, la chapelle possède un plan rectangulaire dont la nef est couverte par une coupole ajourée. Pour compléter l'ensemble figurent les anciennes écuries, le pavillon de la conciergerie, la clôture et la grille d'entrée.
Il fait l’objet d’un classement au titre des monuments historiques depuis le 29 mars 2005. Cela concerne les façades et toitures du château, de la chapelle, de la loge du gardien et des anciennes écuries, ainsi que, à l'intérieur, les trois salons, la salle à manger, la galerie du rez-de-chaussée et le hall avec la cage d'escalier. À l'extérieur, le parc est concerné à l'exception des parties dites de la métairie et du vieux parc.